# Blaže Koneski
Blaže Koneski (makedonsko Блаже Конески), makedonski profesor, jezikoslovec, pesnik, pisatelj, esejist, lingvist in eden od utemeljiteljev makedonskega knjižnega jezika, * 19. december 1921, Nebregovo pri Prilepu, † 7. december, 1993, Skopje.

## Življenjepis
Osnovno šolo je opravil v Prilepu in Kragujevcu, višje šole pa v Beogradu in Sofiji, kjer je končal študij filozofskih znanosti in filologije. Po drugi svetovni vojni je delal na utemeljitvi makedonskega knjižnega jezika in bil izbran med prve profesorje na Filozofski fakulteti v Skopju. Od leta 1958 do 1960 je bil tudi rektor univerze v Skopju. Postal je prvi predsednik Makedonske akademije znanosti in umetnosti, dopisni član JAZU, SANU in SAZU ter častni doktor Univerze v Chicagu- ZDA, imel pa je tudi politične funkcije, mdr. član predsedstva CK ZKM.
Za svoje znanstveno in književno delo je prejel leta 1966 nagrado AVNOJ, ter leta 1971 na Dunaju Herderjevo nagrado.

## Znanstveno delo
Koneski se je ukvarjal z lingvističnimi problemi makedonskega jezika, zlasti s področjem makedonske književnosti, o tem je napisal obsežno delo- Za makedonskata literatura (1967). Delo vsebuje  študije o Klimentu Ohridskem, Kirilu Pejčinoviću, Grigoru Prliču, Marku K. Cepenkovu, Krsti P. Misirkovu, v prilogah pa še obširne tekste; Ohridska književna škola, Makedonska književnost 19. stoletja, Kako je Racin radio, Bijela svitanja, Makedonski pisci udžbenika, Slovnica makedonskega knjižnega jezika, Zgodovina makedenskega jezika. Urejal je revijo Makedonski jezik. Bil je tudi redaktor Slovarja makedonskega jezika.  V svojih delih je pokazal velik smisel za sintezo epoh, dogodkov, pojavov in znanstvenega gradiva.

## Literarno delo
Koneski se je pojavil kot pesnik narodnoosvobodilnega boja. Izdal je nekaj zbirk refleksivne in k intimni izpovedi nagnjene poezije, sicer pa je bil tudi pripovednik in prevajalec. Prevajal je poezijo Heineja in Njegošev Gorski venec.
Zbirke pesmi
- Zemlja in ljubezen
- Pesmi (1953)
- Vezilja (1956, slovenski prevod 1966)
- Zapisi

Zbirka črtic in novel
- Vinograd